# Engel Reimers
Engel Reimers († 1606 in Hamburg) war eine Frau, die aufgrund des Vorwurfs der Hexerei hingerichtet wurde.

## Todesurteil
Engel Reimers wirkte vermutlich in Holstein als heilkundige Frau. Der Hamburger Rat versuchte ab dem 16. Jahrhundert zunehmend, diese sogenannten Wickerschen zu verfolgen, um professionelle Mediziner somit zu schützen. Dies währte in Hamburg bis zum Ende des 17. Jahrhunderts, ab dem diese Frauen nicht mehr als Zauberinnen, sondern als absichtliche Betrügerinnen dargestellt wurden, die sich bereichern wollten.
Das städtische Obergericht verurteilte Engel Reimers am 14. März 1606 zum Tod durch das Feuer. Das Gericht verfügte zudem, dass alle Kunden Reimers durch Gerichtsverwalter bestraft werden sollten.